# Podolibský rybník
Podolibský rybník o výměře vodní plochy 0,43 ha se nalézá na severovýchodním okraji obce Podoliby v okrese Hradec Králové. Rybník využívá místní organizace Českého rybářského svazu pro chov ryb a rybník slouží též jako lokální biocentrum pro rozmnožování obojživelníků.

## Galerie

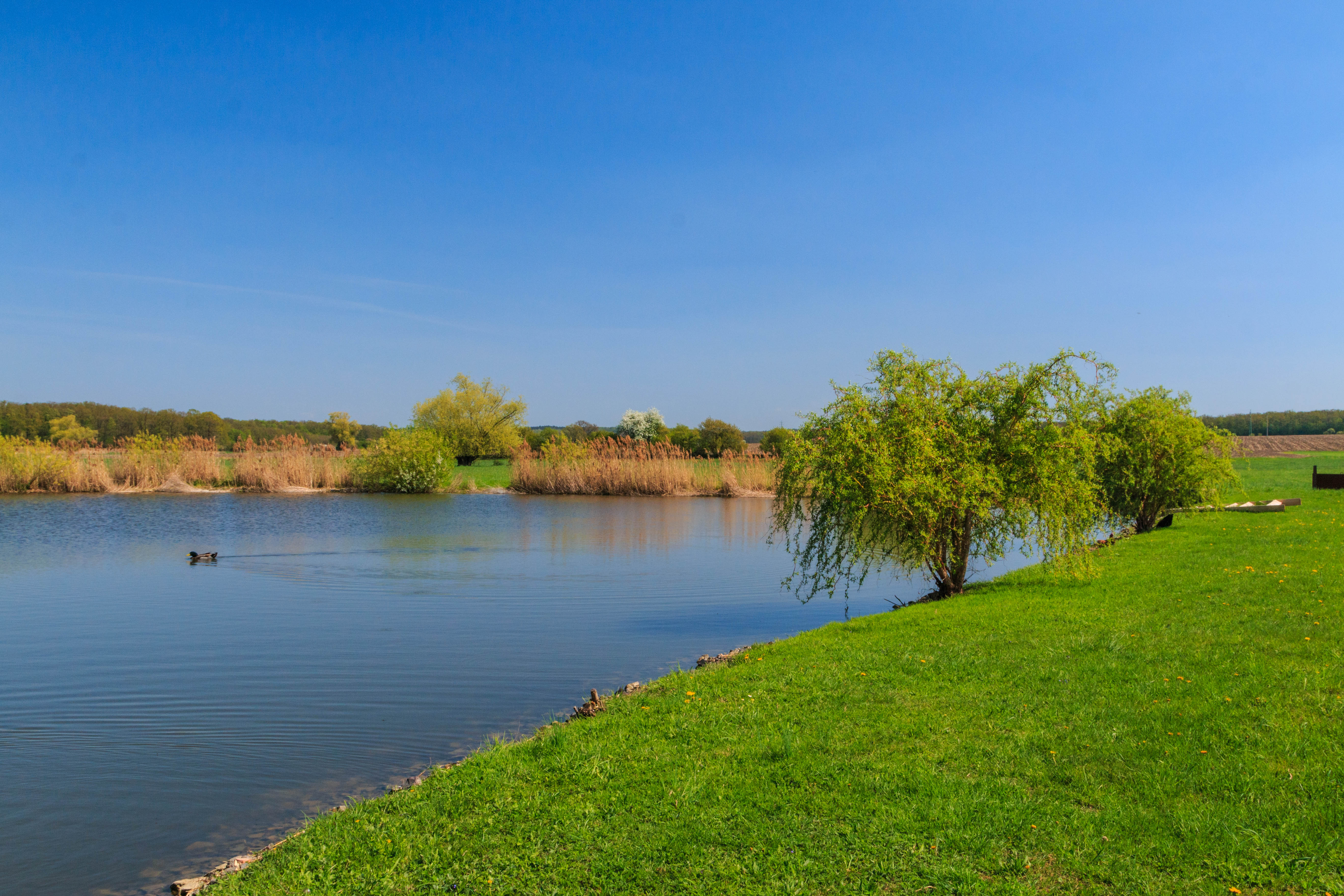
pohled na Podolibský rybník
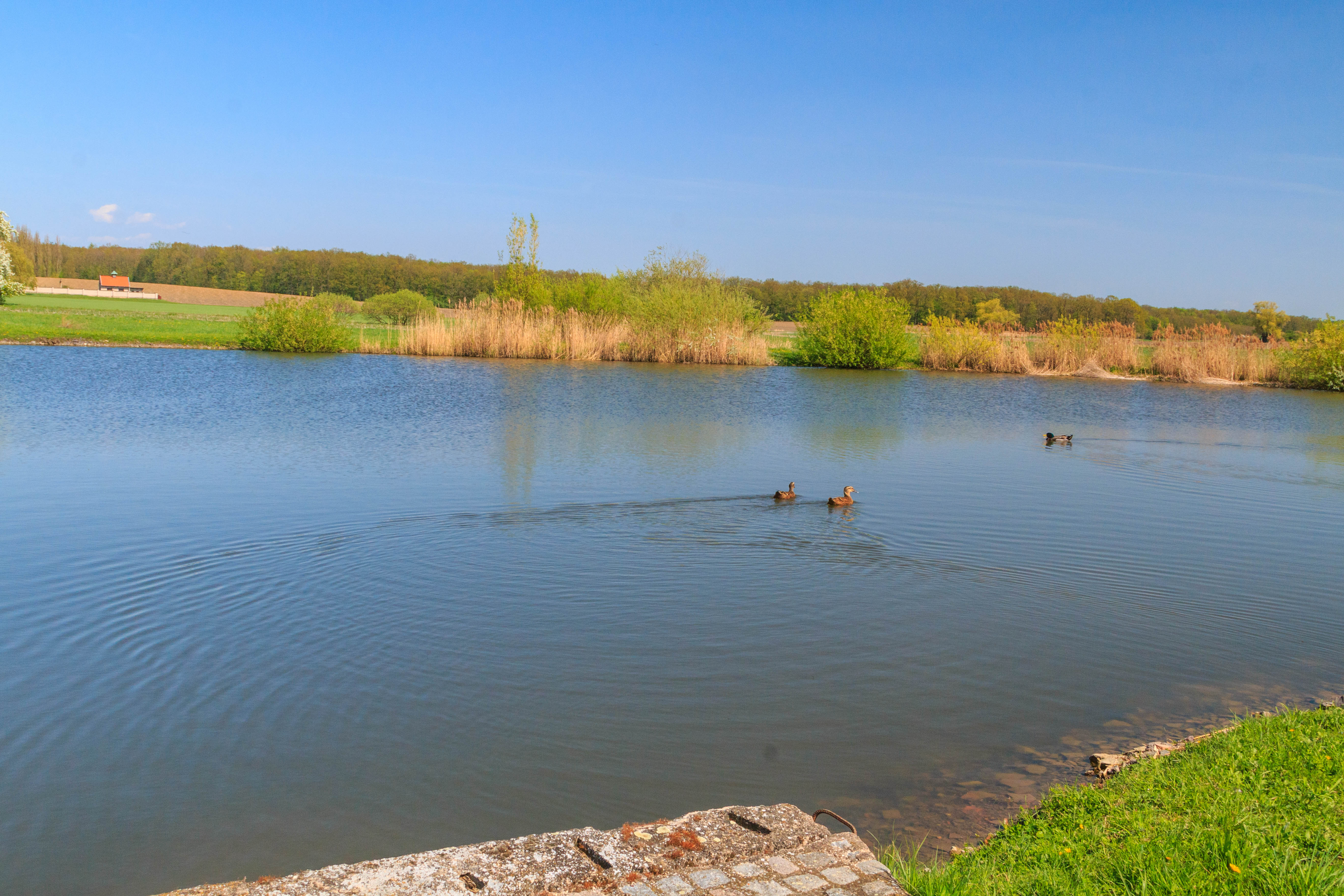
pohled na Podolibský rybník
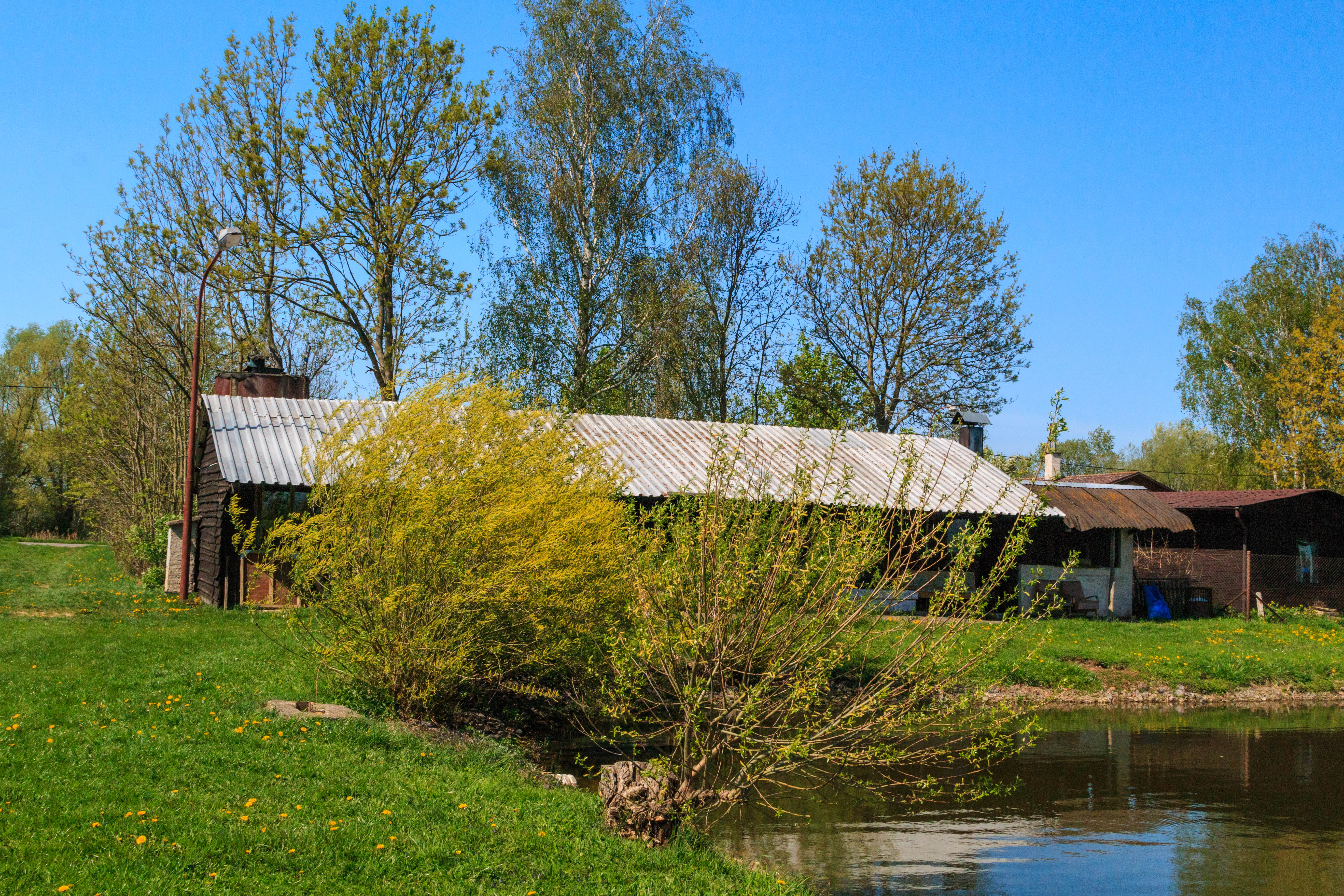
pohled na Podolibský rybník - rybářská klubovna